# Brenton Loch
Le Brenton Loch ou Brenton Sound (en espagnol : Bahía de Ruiz Puente) est un petit fjord des îles Malouines. Il s'agit de l'un des rares loch de mer situé en dehors de l'Écosse. « Loch » est prononcé ici « loque » selon la prononciation anglaise et non pas selon la prononciation écossaise, i.e. sans le « ch » constrictif. L'extrémité sud du loch est connue sous le nom de « La Boca » ou « The Boca ». 
Le loch s'enfonce à l'intérieur de la Malouine orientale et, avec le détroit de Choiseul à l'est, il sépare Lafonia (au sud) de la partie nord de l'île. Les deux étendues d'eau sont séparées par l'isthme de Darwin sur lequel les établissements de Darwin et Goose Green sont situés. À son embouchure à l'ouest, le loch s'élargit et devient le Grantham Sound. 

## Toponymie
Son nom provient probablement du fait que la plupart des habitants de Goose Green au XIXe siècle étaient d'origine écossaise.
Le nom espagnol de « baie de Ruiz Puente » a été donné en l'honneur de Felipe Ruiz Puente, le premier administrateur militaire espagnol des îles Malouines, entre 1767 et 1773.

## Histoire

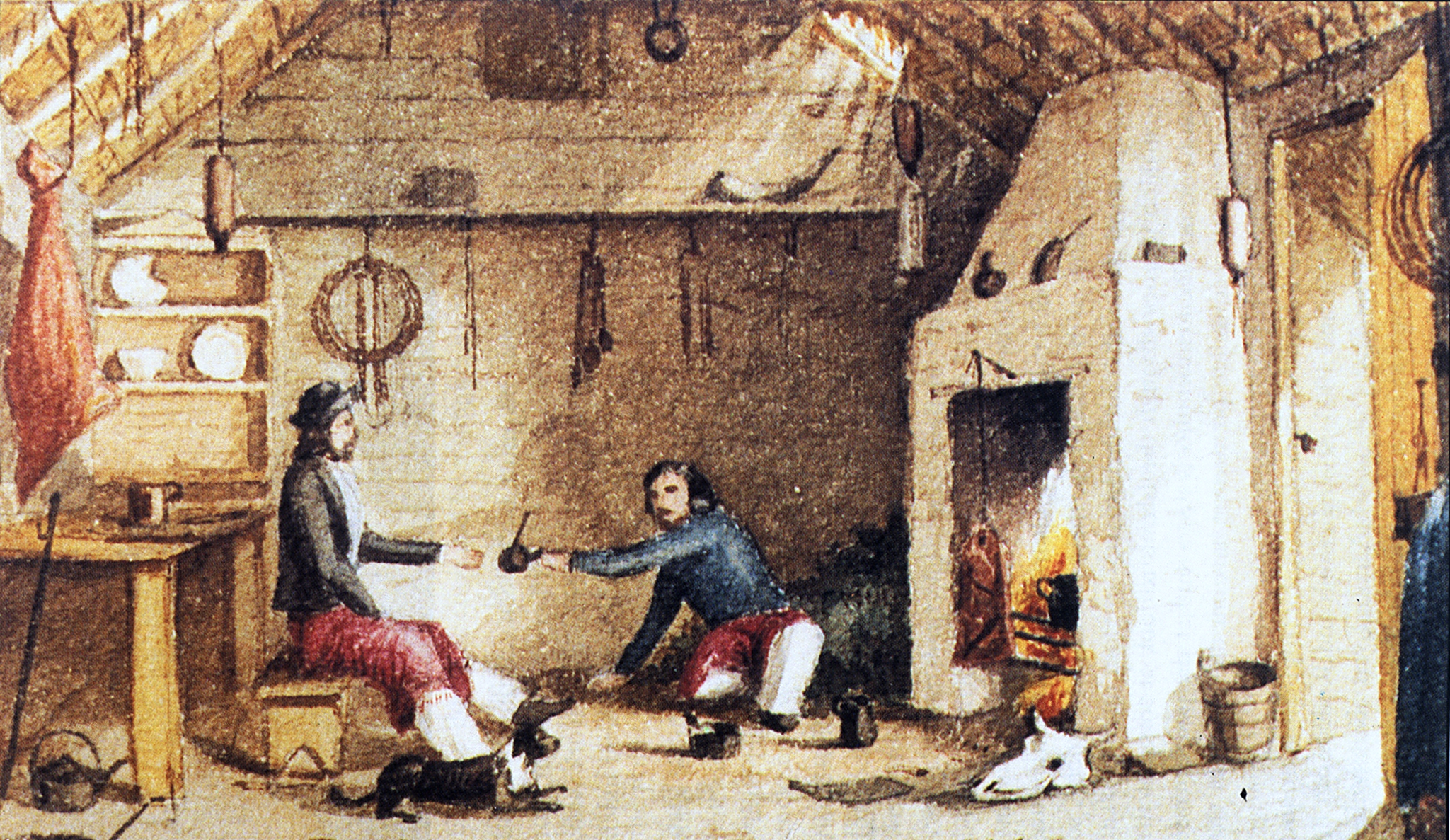
Gauchos prenant le maté à Hope Place.

En 1846, Samuel Lafone construit un établissement à Hope Place sur la rive sud de Brenton Loch, qui est alors principalement peuplée par des gauchos.
Dans les années 1920, le marin Conor O'Brien visite le loch à bord de son navire Saoirse, avec lequel il entreprend une circumnavigation.
En 1976, le pilote Ian Campbell se noie dans le loch après le crash de son hydravion Beaver.
Pendant la guerre des Malouines, le HMS Arrow est stationné dans le loch, fournissant un soutien naval au moyen de tirs de couverture pendant la bataille de Goose Green.